# Фадєєв Євген Олександрович
Євген Олександрович Фадєєв (рос. Евгений Александрович Фадеев; 9 липня 1982, м. Усть-Каменогорськ, СРСР) — казахський хокеїст, захисник.

## Ігрова кар'єра
Вихованець хокейної школи «Торпедо» (Усть-Каменогорськ). Виступав за «Торпедо» (Усть-Каменогорськ), «Горняк» (Рудний), «Казахмис» (Караганда), «Казахмис» (Сатпаєв), «Автомобіліст» (Єкатеринбург), «Барис» (Астана), «Номад» (Астана), «Сариарка». 
У складі національної збірної Казахстану учасник чемпіонатів світу 2007 (дивізіон I), 2008 (дивізіон I), 2009 (дивізіон I), 2010, 2011 (дивізіон I) і 2012. У складі молодіжної збірної Казахстану учасник чемпіонатів світу 2001 і 2002 (дивізіон I). У складі юніорської збірної Казахстану учасник чемпіонату світу 1999 (дивізіон I).

## Досягнення
- Переможець зимових Азійських ігор — 2011.
- Чемпіон Казахстану — 2006.